# Bukovany (district de Sokolov)
Pour les articles homonymes, voir Bukovany.
Bukovany (en allemand : Bukwa, auparavant Buckwaest) est une commune du district de Sokolov, dans la région de Karlovy Vary, en Tchéquie. Sa population s'élevait à 1 550 habitants en 2020.

## Géographie
Bukovany se trouve à 7 km à l'ouest de Sokolov, à 23 km à l'ouest-sud-ouest de Karlovy Vary et à 134 km à l'ouest de Prague.
La commune est limitée par Habartov au nord, par Citice au nord-est, à l'est et au sud, et par Dasnice et Chlum Svaté Maří à l'ouest.

## Histoire
La première mention écrite de la localité date de 1304.